# Floresta do Piauí
Floresta do Piauí es una ciudad y un municipio del estado del Piauí, Brasil. Se localiza en la microrregión del Alto Medio Canindé, mesorregión del Sudeste Piauiense. El municipio tiene 2445 habitantes (2003) y 168 km². Fue creado en 1997.